# Urząd patentowy
Urząd patentowy – narodowy lub międzynarodowy organ administracyjny (urząd) udzielający ochrony prawnej przedmiotom własności przemysłowej i handlowej oraz zajmujący się gromadzeniem i udostępnianiem dokumentacji i literatury patentowej.

## Lista urzędów patentowych
Pozycje wyszczególnione kursywą odnoszą się do regionalnych albo międzynarodowych urzędów patentowych.
- Światowa Organizacja Własności Intelektualnej (WIPO)
- Afrykańska Regionalna Organizacja Własności Intelektualnej (ARIPO)
- Afrykańska Organizacja Własności Intelektualnej (OAPI)
- Eurazjatycka Organizacja Patentowa (EAPO)
- Europejski Urząd Patentowy (EPO)
- Urząd Unii Europejskiej ds. Własności Intelektualnej
- Urząd Patentowy Indii
- Urząd Patentowy Japonii (JPO)
- Urząd Patentowy Kanady (CIPO)
- Urząd Patentowy Niemiec (DPMA)
- Urząd Patentowy Rzeczypospolitej Polskiej
- Urząd Patentowy Wielkiej Brytanii (UK-IPO)
- Urząd Patentów i Znaków Towarowych Stanów Zjednoczonych (USPTO)
- Urząd Patentowy Chińskiej Republiki Ludowej (SIPO)